# Дружба кошки и мышки
«Дружба кошки и мышки» (нем. Katze und Maus in Gesellschaft) — сказка братьев Гримм, представляющая собой историю о коварстве кошки в отношении мышки. По системе классификации сказочных сюжетов Aарне-Томпсона, имеет номер 15: «Воровство масла у Партнера».

## Сюжет
Кошка и мышка завязывают знакомство. При этом кошка признаётся в своей дружбе и большой любви, так что мышка соглашается поселиться с ней в одном доме и вести общее хозяйство. Вместе они решают заготовить на зиму припасы, чтобы не испытывать голод, для чего покупают себе горшок полный жира и прячут его под алтарем церкви, поскольку это место кажется самым надёжным. Через какое-то время кошке захотелось отведать жирку. Она обманывает мышку, что будто бы приглашена как кума на крестины ребёнка своей двоюродной сестры, а сама бежит в кирху и слизывает с горшочка жира плёночку. Та же история повторилась ещё два раза, пока горшочек совсем не опустел. На вопросы мышки об имени крещёного кошка последовательно отвечает: Початочек, Серёдочка, Последышек. Когда наступила зима, мышь с кошкой отправились за своим припасом. Мышка, увидев пустой горшочек, сразу же подозревает кошку. Кошка в ответ хватает и проглатывает мышку.

## Происхождение и варианты сюжета
Сказка появляется в сборнике сказок братьев Гримм, начиная с первого издания 1812 года, также содержится в рукописи 1810 года. Записана, вероятно, от Гретхен Вильд. В примечаниях отмечен также гессенский вариант о петушке и курочке, которые находят драгоценный камень в навозе и покупают на него маленький горшочек жира, из которого курочка клюёт мало-помалу. Петушок убивает курочку и погребает её, раскаиваясь в содеянном.
В норвежской сказке со сходным сюжетом, записанной Петером Асбьёрнсеном под № 17, главными персонажами являются медведь и лисица, а в африканской сказке — курица и кошка.
Хансйорг Утер указывает на то, что детали встречаются уже в поздних дополнениях к поэме «Роман о Лисе». В жанре басни, в шутливом ракурсе и со смягчённым концом, аналогичная история о волке и лисице распространилась повсеместно в XIX—XX веках.